# There Must Be an Angel (Playing with My Heart)
«There Must Be an Angel (Playing with My Heart)» —en español: «Debe haber un ángel (jugando con mi corazón)»— es una canción interpretada por el dúo musical británico Eurythmics. Fue escrita y grabada por los miembros de la banda: Annie Lennox y David A. Stewart, para su quinto álbum de estudio Be Yourself Tonight (1985), y presenta un solo de armónica del cantante estadounidense Stevie Wonder. La canción, influenciada por el góspel, se publicó como el segundo sencillo del álbum durante el tercer cuarto de 1985 y se convirtió en un éxito mundial; sobre todo  en Irlanda, Noruega y el Reino Unido, donde se convirtió en el único sencillo del dúo que alcanzara el primer puesto en las listas hasta la fecha.
Desde entonces la grabación ha sido versionada por varios artistas musicales, incluyendo a Brittany Murphy, Fantastic Plastic Machine, Leningrad Cowboys, Luciano Pavarotti, Kylie Minogue, Jessica Pilnäs y, más notablemente, el grupo de pop alemán No Angels, que alcanzaron su segundo éxito número uno en Austria y Alemania con su interpretación para la reedición de su álbum Elle'ments en agosto de 2001.

## Recepción
Cash Box dijo que "las armonías de Annie Lennox, el hábil trabajo de producción de Dave Stewart y la increíble armónica de Stevie Wonder" fueron lo más destacado de la canción. Billboard también elogió el puente de armónica de Wonder y la voz principal "absolutamente feliz" de Lennox.
Spin escribió que era "en la tradición del mejor pop MOR, que recuerda a Dusty Springfield y Dionne Warwick. Es dulce pero no almibarado, las voces de fondo son tan sobrenaturales que sólo puedo adivinar si son humanas o sintetizadas".
Tras su publicación, «There Must Be an Angel (Playing with My Heart)» se convirtió en el primer (y hasta la fecha único) sencillo número uno de Eurythmics en el Reino Unido, también liderando las listas en Irlanda, Noruega y Brasil. Mientras la canción alcanzaba el vigésimo segundo puesto en la Hot 100 de Billboard en los Estados Unidos, se convertía en otro éxito Top 10 para la banda en Suecia, Bélgica, los Países Bajos, Alemania, Francia, Austria y Australia.
En 2013 la canción fue votada por NME como la tercera canción número uno de todos los tiempos.

## Vídeo musical
El videoclip de la canción fue uno de una larga lista de clips innovadores de Eurythmics. En él, Stewart interpreta a Luis XIV de Francia en la Corte del Rey Sol, mientras que Lennox aparece como una cantante en una obra musical sobre ángeles, uno de los cuales es interpretado por Steven O'Donnell. Aburrido al principio, Luis XIV finalmente queda cautivado con la actuación tras la aparición de un coro negro de góspel. El videoclip presenta vestuario y decorados elaborados.
- dirigido por: Eddie Arno & Mark Innocenti
- producido por: Jackie Adams
- concepto de: Eurythmics
- coordinación del vídeo: Ursula Riley
- localización: New Wimbledon Theatre, Londres
- presupuesto: : £100 000
- producción: JRTV Ltd.
- estreno: 1985